# Luis Moreno Mansilla
Luis Moreno García-Mansilla, más conocido como Luis Moreno Mansilla (Madrid, julio de 1959 - Barcelona, 22 de febrero de 2012), fue un arquitecto español. Junto a Emilio Tuñón desarrolló una arquitectura basada en la activación comunitaria por mediación de iconos espaciales fácilmente reconocibles.

## Biografía

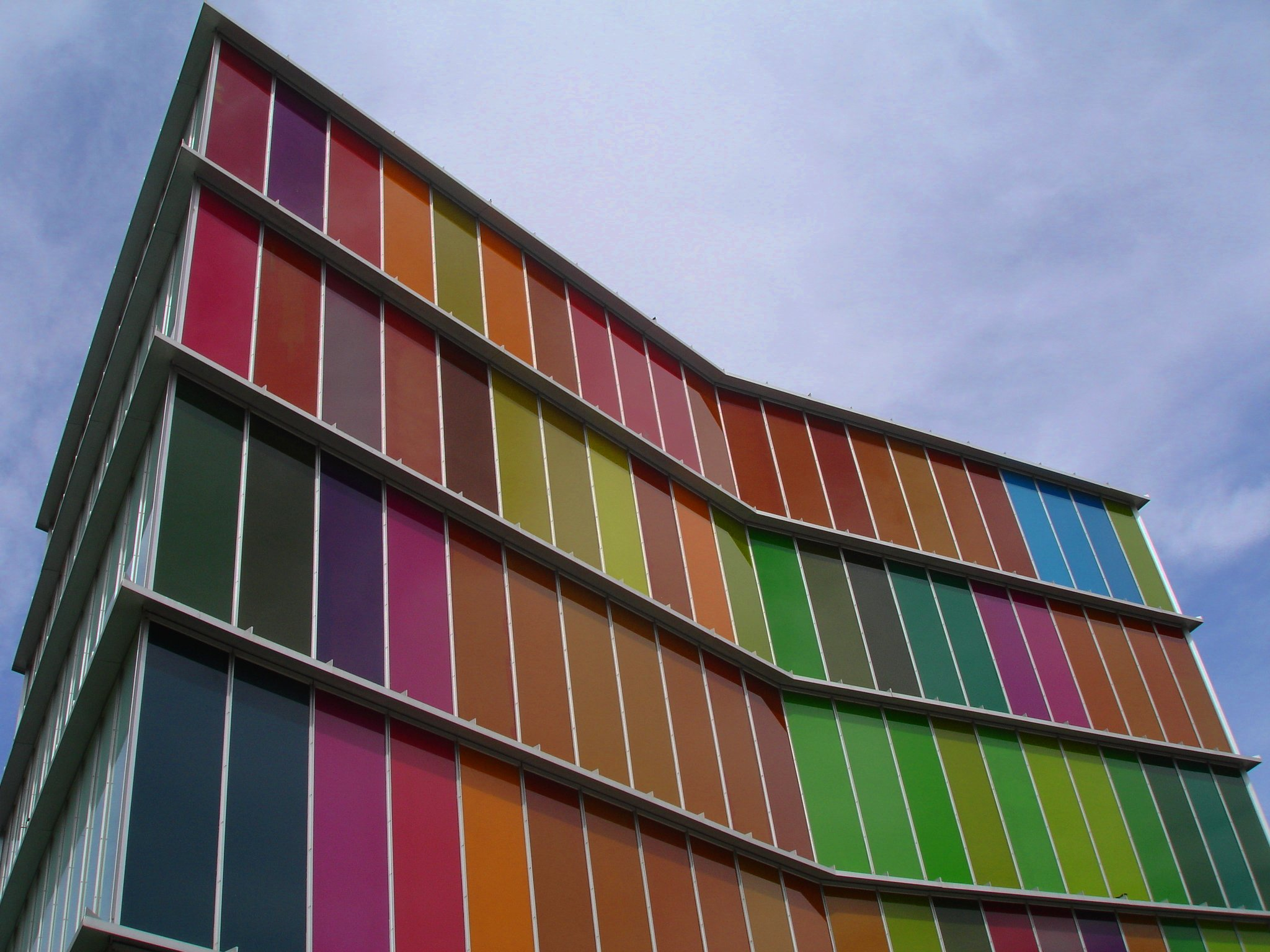
Fachada del MUSAC en León, obra de Mansilla y Tuñón.

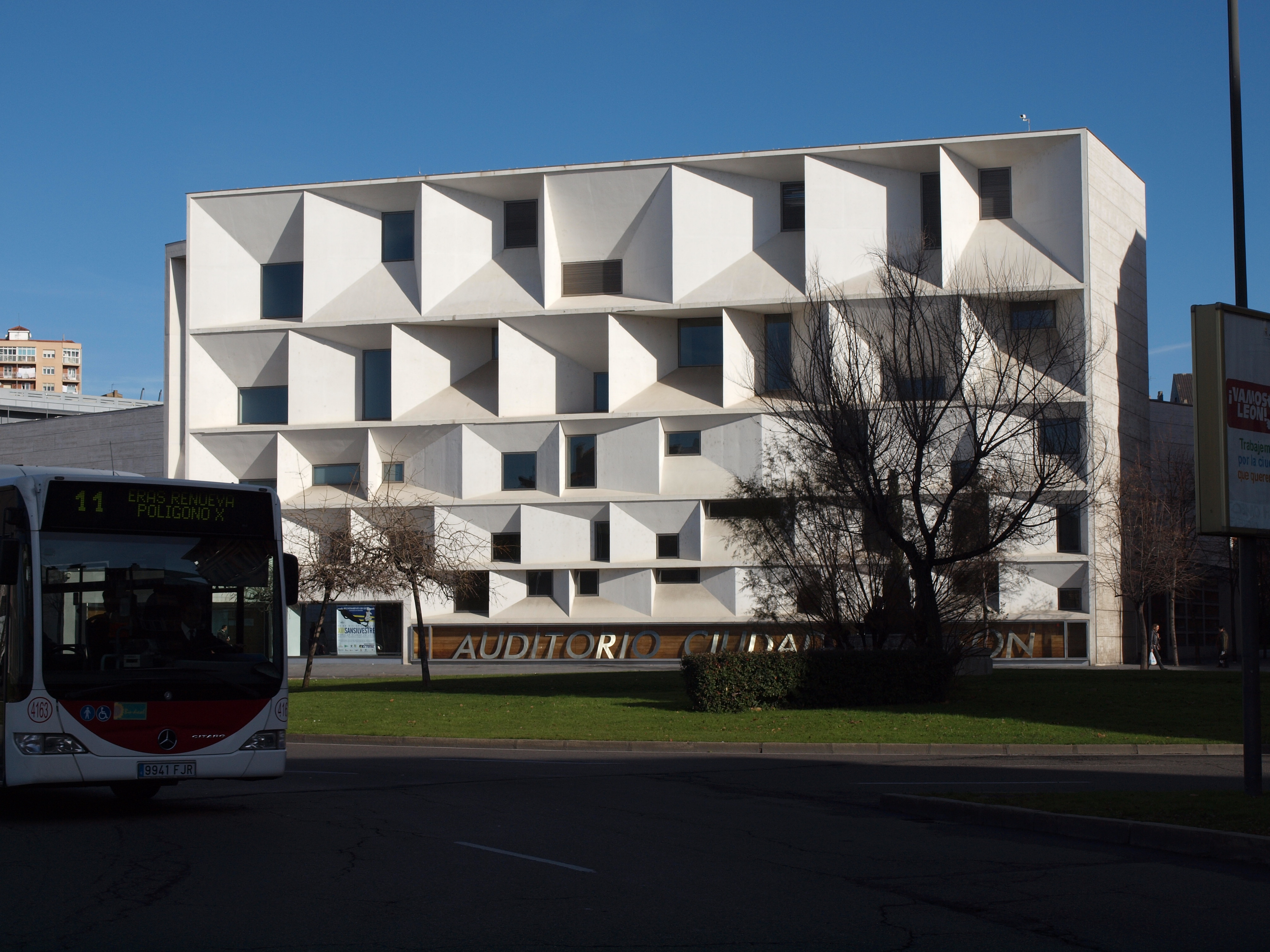
Fachada del Auditorio Ciudad de León, obra de Mansilla y Tuñón

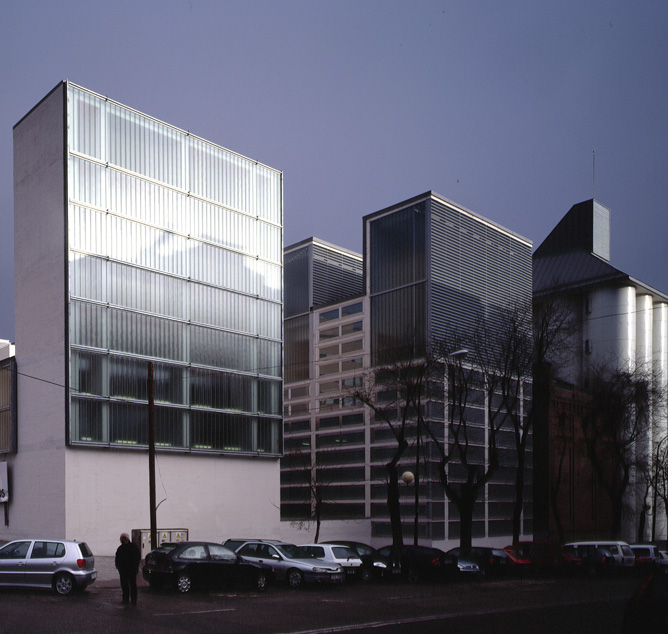
Biblioteca Regional Joaquín Leguina, proyecto de recuperación obra de Mansilla y Tuñón

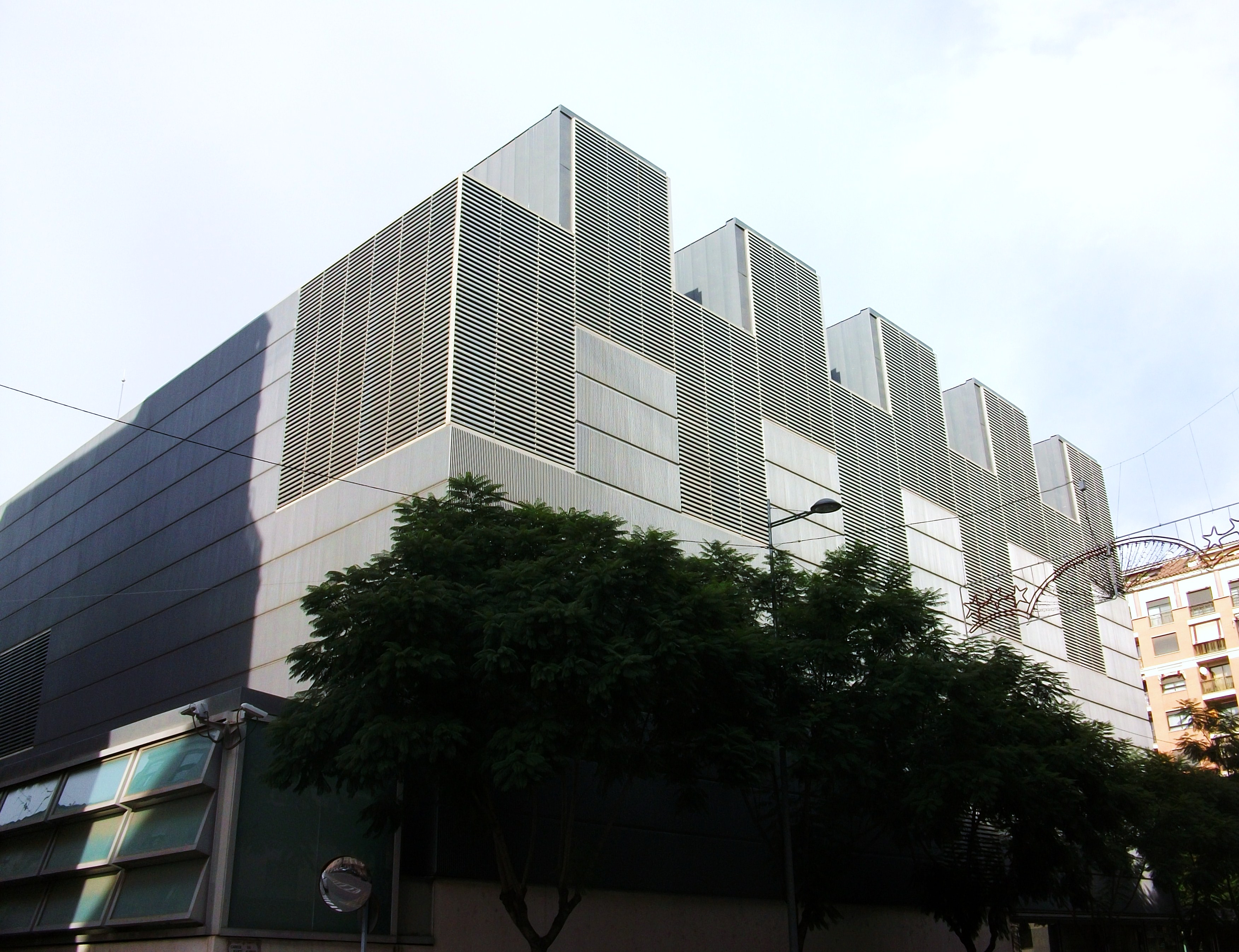
Museo de Bellas Artes de Castellón

En 1982 se tituló como arquitecto en la Escuela Técnica Superior de Arquitectura de la Universidad Politécnica de Madrid. Fue pensionado de la Academia de Bellas Artes de España en Roma. Ejerció de profesor del Departamento de Proyectos Arquitectónicos de la ETSAM desde 1986 hasta su fallecimiento. Fue también profesor invitado de la Städelschule de Fráncfort, de la Escuela de Arquitectura de la Universidad de Navarra, del Colegio Universitatio CEU-Arquitectura, de la Nueva Escuela de Arquitectura de Puerto Rico, de la Escuela Internacional de Arquitectura de Barcelona, de la École Polytechnique Fédérale de Lausanne y de la Harvard University School of Design.
Tras trabajar entre 1984 y 1992 en el estudio del arquitecto Rafael Moneo, en 1990 fundó en Madrid, junto al arquitecto Emilio Tuñón, el estudio Mansilla + Tuñón Arquitectos que recibió en 2007 el Premio de Arquitectura Contemporánea Mies van der Rohe por el edificio del MUSAC.
Murió de forma repentina en su habitación de hotel en Barcelona el 22 de febrero de 2012.

## Evolución de su obra
La obra de Mansilla + Tuñón se hizo conocida con una serie de proyectos públicos en entornos con preexistencias históricas heterogéneas, como el Museo de Zamora (1996), o el Centro Documental de la Comunidad de Madrid (Archivo Regional de la Comunidad de Madrid y Biblioteca Regional Joaquín Leguina) (2002) en el conjunto de edificios de las antiguas fábricas de Cervezas El Águila. Obras que despertaron en poco tiempo el interés de la crítica especializada por la aplicación de estrategias de integración escalar habilidosas y una figuración que, relacionada con iconos de la modernidad, se conectaba con experiencias artísticas de la segunda mitad del siglo XX. Posteriormente con proyectos como el Museo de Bellas Artes de Castellón o su propuesta para la ampliación del Museo Nacional Centro de Arte Reina Sofía incorporaron herramientas propias del arte procesual y performativo que la oficina trasladó a la arquitectura. Desde ese momento su trabajo se ha desplegado en diferentes frentes. Por un lado la especulación figurativa. Con proyectos como la propuesta ganadora del Centro Internacional de Convenciones de Madrid (2007) en el conjunto de la antigua Ciudad Deportiva del Real Madrid o el también ganador Museo de Cantabria. Por otro lado experimentos de activación urbana, lo que en sus manifestaciones públicas han llamado 'paisajes sociales', como en el programa de visibilidad gráfica del MUSAC (2004) o la propuesta Madrid Games (2002). Y por último en el diseño de protocolos y tecnologías de la interacción, como en el proyecto construido para la sede en Vigo de la Fundación Pedro Barríé de la Maza (2003).

## Proyectos

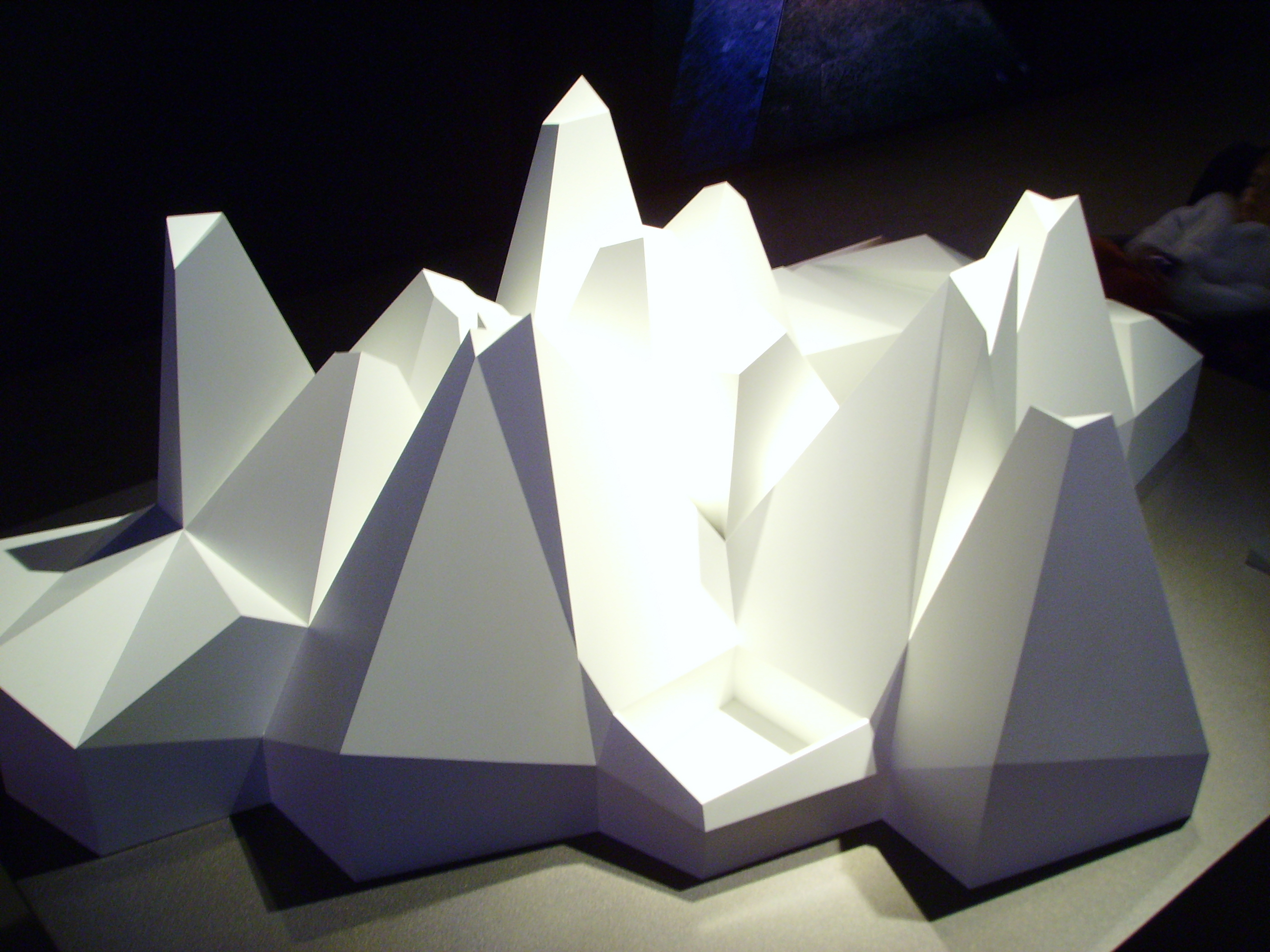
Maqueta del proyecto para el futuro Museo de Cantabria, que se situará en el nuevo Parque Atlántico de Las Llamas de Santander. Esta maqueta ha sido adquirida por el MOMA para formar parte de su colección.

- 1993-1996 Museo de Zamora, España.
- 1994-1998 Centro de Natación en San Fernando de Henares. 1.er premio, Madrid, España.
- 1994-2001 Auditorio Ciudad de León. 1.er premio, León, España.
- 1994-2002 Centro Documental de la Comunidad de Madrid (El Águila). 1.er premio, Madrid, España.
- 1997-2000 Museo de Bellas Artes de Castellón, Castellón, España.
- 1999 Propuesta Urbana para Sarriguren, Sarriguren, España.
- 1999 Proyecto Ampliación del Centro de Arte Reina Sofía, Madrid, España.
- 2000 Proyecto Centro Cultural. 1.er premio, Brescia, Italia.
- 2001 Construcción en Cruz. 2.º premio, Teruel, España.
- 2001 Conjunto dedicado a los Sanfermines. 1.er premio, Pamplona, España.
- 2001-2004 MUSAC de Castilla y León, León, España.
- 2002 Proyecto Museo de Colecciones Reales. 1.er premio, Madrid, España.
- 2002 Madrid Games, Madrid, España.
- 2002 Centro Cívico en Sabadell, Sabadell, España.
- 2002 Nuevo Centro Parroquial de Ademuz, Valencia, España.
- 2002 Grand Slam en Madrid, Madrid, España.
- 2003 Museo de Cantabria. 1.er premio, Santander, España.
- 2003 Ciudadela en Logroño. 1.er, Logroño, España.
- 2003 Sede para la Fundación Pedro Barrié de la Maza, Vigo, España.

## Premios
- 1995 Premio COAM de Publicaciones y Difusión de la Arquitectura (CIRCO).
- 1995 Primer premio en el concurso para el Centro Cultural de la Comunidad de Madrid.
- 1996 Primer premio en el concurso para el Auditorio Ciudad de León.
- 1997 Mención en el Premio Arquitectura Española.
- 1997 Finalista en el Premio Mies van der Rohe (Museo de Zamora).
- 1998 Primer premio en el concurso para el Museo de Bellas Artes de Castellón.
- 1999 Finalista en el Premio Mies van der Rohe (Centro de Natación en San Fernando de Henares).
- 2000 Premio COACV.
- 2000 Premio Obra Excelente.
- 2001 Finalista en el Premio Mies van der Rohe (Museo de Bellas Artes de Castellón).
- 2001 Primer premio en el concurso para el Centro de Cultura Contemporánea de Brescia.
- 2001 Primer premio en el concurso para el Museo de los Sanfermines.
- 2001 Premio FAD (Museo de Bellas Artes de Castellón).
- 2002 Primer premio en el concurso para el Museo de Cantabria.
- 2002 Primer premio en el concurso para el Museo de Colecciones Reales.
- 2003 Premio de Publicaciones en la III Bienal Iberoamericana de Arquitectura (CIRCO).
- 2003 Finalista en el Premio Mies van der Rohe (Auditorio Ciudad de León).
- 2003 Primer premio en el concurso para el Plan Director de la Urbanización de la zona de Valbuena en Logroño.
- 2003 Premio de Arquitectura Española (Auditorio Ciudad de León).
- 2007 MUSAC de Castilla y León, Premio de Arquitectura Contemporánea de la Unión Europea.

### Monografías
- Andelini, Luigi Título: Mansilla + Tuñón / Luigi Andelini... [et al.] Datos publicación: Milano: Electa, 1998 Colección: (Archi-Ve-S)
- Baztán, Carlos Título: Biblioteca Regional y Archivo de la Comunidad de Madrid en la antigua fábrica de cerveza "El Águila" / [autores de los textos: Carlos Baztán... [et al.]
- Título: Museo de Bellas Artes, Castellón = Fine arts museum, Castellón Fuente: En: AE2001: VI Bienal de Arquitectura Española: proyectos = AE2001: 6th Spanish Architecture Biennial: projects / organizadores: Ministerio de Fomento...[et al.]. -- Madrid: Bienal de Arquitectura Española, D.L. 2001. -- P. 86-97: fot., plan., alz. Notas: Arquitectos: Emilio Tuñón, Luis Moreno Mansilla. (diciembre de 2000) CENTRO SIGNATURA Colegio Oficial de Arquitectos de Madrid 11181
- Museo Provincial de Arqueología y Bellas Artes: Zamora Fuente: En: Enlaces Bienal: Cuarta Bienal de Arquitectura Española = 4th Biennial of Spanish Architecture: 1995-1996. -- Madrid: Ministerio de Fomento [etc.], D.L. 1997. -- p. 18-21 Notas: Arquitectos: Emilio Tuñón y Luis Moreno Mansilla Notas: Años de ejecución: 1989/1992 CENTRO SIGNATURA Colegio Oficial de Arquitectos de Madrid 5127